# (21669) 1999 RF8
1999 أر أف 8 (ويعرف أيضًا باسم (21669) 1999 أر أف 8 وفق تسمية الكوكب الصغير) (بالإنجليزية: 1999 RF8)‏؛ هو كويكب ضمن حزام الكويكبات.
اكتُشف هذا الجُرم الفلكي بواسطة سبيس واتش في 4 سبتمبر 1999، وترتيبه 21669 من حيث الاكتشاف.

## الوصف
اكتُشف 216691999RF في 4 سبتمبر 1999 في مرصد قمة كت الوطني، الواقع في صحراء سونورا، أريزونا في الولايات المتحدة، بواسطة مشروع سبايس واتش (مشاهد السماء) التابع لجامعة أريزونا. وقد رصد المشروع 1,311 مشاهدة للكويكب إلى غاية 5 فبراير 2022 بتوقيت منطقة المحيط الهادئ، أي في مدة قدرها 10,257 يومًا (28.1 عام). تستغرق الفترة المدارية للكويكب 1,280 يومًا (3.5 عام).

## الخصائص المدارية
يتميز مدار هذا الكويكب بنصف محور رئيسي يبلغ 2.31 وحدة فلكية، وحضيض قدره 1.89 وحدة فلكية، وانحراف قدره 0.184 وزاوية ميلان 2.33 درجة بالنسبة لمسار الشمس. بسبب هذه الخصائص، أي نصف المحور الرئيسي بين 2 و3.2 وحدة فلكية وحضيض أكبر من 1,666 وحدة فلكية، يُصنف هذا الجُرم الفلكي وفقًا لقاعدة بيانات مختبر الدفع النفاث لأجرام النظام الشمسي الصغيرة كائنًا من حزام الكويكبات الرئيسي.

## وصلات خارجية
- (21669) 1999 RF8 في قاعدة بيانات مختبر الدفع النفاث لأجرام النظام الشمسي الصغيرة

- الاكتشاف · مخطط المدار ·  العناصر المدارية · المعلمات المادية

- (21669) 1999 RF8 على موقع ويكي سكاي: DSS2, SDSS, GALEX, IRAS, Hydrogen α, X-Ray, Astrophoto, Sky Map, Articles and images